# Гретцки, Кит
Кит Эдвард Гретцки (англ. Keith Edward Gretzky; род. 16 февраля 1967, Брантфорд, Канада) — канадский хоккеист и тренер. Брат Уэйна и Брента Гретцки.

## Биография
Родился в 1967 году в Брантфорде. В 1982 году дебютировал в хоккейной лиге Онтарио, выступал там за разные клубы. В 1985 году был выбран на драфте НХЛ командой «Баффало Сейбрз». В 1988 году выступал в Интернациональной хоккейной лиге за «Флинт Спиритс» и в Американской лиге за «Рочестер Американс». Сезон 1988/89 заканчивал во второй лиге Финляндии в клубе «Кеттеря».
В следующем сезоне выступал за «Финикс Роудраннерс», а также играл в Британской хоккейной лиге за клуб «Эр Рейдерс». В БХЛ провёл 14 матчей, забросил 12 шайб и отдал 21 голевую передачу.
В сезоне 1990/91 играл в лиге Восточного побережья, в последующих двух сезонах выступал за команду ИХЛ «Сан-Диего Галлз», после чего завершил карьеру игрока и стал помощником тренера американской команды «Трай-Сити Американс». Позже возглавлял её как главный тренер. Работал тренером также в американских клубах «Бейкерсфилд Фог» и «Эшвил Смоук» до 2000 года.
С 2000 по 2016 год работал скаутом в клубах, в том числе командах НХЛ «Финикс Койотис» и «Бостон Брюинз». С 2016 года работает помощником директора команды «Эдмонтон Ойлерз».